# سیمارون
سیمارون (انگلیسی: Cimarron Strip) نام یک مجموعه تلویزیونی آمریکایی است که از سال ۱۹۶۷ تا ۱۹۶۸ میلادی از شبکهٔ سی‌بی‌اس پخش شد.